# Giovanni Domenico Prato
Giovanni Domenico Prato, auch Johann Dominikus Abratto, war ein Baumeister aus Graubünden, der im frühen 17. Jahrhundert im heutigen Vorarlberg tätig war.

## Leben
Wo und wann Giovanni Domenico Prato geboren wurde bzw. verstarb, ist bisher unbekannt. Er stammt angeblich aus Roveredo in der Region Moesa des Kantons Graubünden in der Schweiz.
Wie Benedetto Prato zählt Giovanni Domenico Prato zu den ersten Baumeistern aus Graubünden, die die «Schule der oberitalienischen ‹Muratori›» in die deutschsprachigen Länder brachten. So war es um die Mitte des 16. Jahrhunderts zu einer Auswanderung aus dem Tal Misox südlich vom San-Bernardino-Pass nach den «deutschen Landen» gekommen, wo einige von ihnen als Graubündner Magistri namentlich bekannt wurden als Baumeister und Stuckateure. Diese Künstler waren hauptsächlich zwischen Rhein und Donau tätig, vor allem im heutigen Süddeutschland. Mehrere Künstler mit dem Familiennamen Prato ließen sich in Bregenz nieder, wie auch Giovanni Domenico Prato. Die Verwandtschaft zu dem seit 1599 urkundlich dort erwähnten Benedetto Prato und dem ab 1617 ebenfalls in Bregenz angewiesenen Andrea Prato ist nicht nachgewiesen. 
Zwischen 1599 und 1602 leitete Benedetto Prato die Turmerhöhung des Martinsturmes in Bregenz; Andrea Prato war zwischen 1627 und 160 mit seinen Gesellen für die Pfarrkirche St. Gallus tätig und fungierte als Dolmetscher. Ein in der Literatur genannter Giulio Prato war 1627 als Meister in Biberach beschäftigt. 
Giovanni Domenico Prato wurde erstmals 1604/1605 in Bregenz urkundlich erwähnt. Dort betraute man ihn 1609 mit dem Neubau einer Kirche für das Kloster Thalbach. Später arbeitete Prato auch für den Grafen Kaspar von Hohenems und ab 1617 für dessen Bruder, den Salzburger Erzbischof Marcus Sittikus in Hohenems als Bau- und Werkmeister.
Giovanni Domenico Prato war beteiligt am Umbau des Turmes der Kirche in Hohenems nach Plänen von Santino Solari. Dafür reiste er 1617 nach Salzburg, um das Projekt zu besprechen. Auch wenn von dem Projekt nur der Giebel ausgeführt wurde, bekam Prato um April 1620 einen Monatssold ausbezahlt.

## Werke (Auswahl)
- Burg Hohenbregenz
- Kirche des Hl. Antonius im Kloster Thalbach